# Lithophane argillocosta
Lithophane argillocosta là một loài bướm đêm trong họ Noctuidae.